# Golda Meir School
Die Golda Meir School (früherer Name Fourth Street School) ist eine Grundschule in Milwaukee, Bundesstaat Wisconsin, Vereinigte Staaten. Sie wird als eine Magnet School geführt.
Das Gebäude im Stil der Neuromanik wurde vom Architekten Henry C. Koch geplant und 1890 eröffnet. Die Schule wurde von 1906 bis 1912 von der späteren israelischen Premierministerin Golda Meir besucht und erhielt ihr zu Ehren 1979 ihren heutigen Namen. 
Seit August 1984 ist die Golda Meir School im National Register of Historic Places als Gebäude eingetragen. Seit Dezember 1990 hat sie den Status eines National Historic Landmarks und ist eine von 43 historischen Stätten dieser Art in Wisconsin.